# Kithanamangala Amanikere, Kunigal
Kithanamangala Amanikere là một làng thuộc tehsil Kunigal, huyện Tumkur, bang Karnataka, Ấn Độ.